# Inquisitr
Inquisitr est un site web d'actualités lancé en 2013. Daniel Treisman préside Inquisitr et acquiert l'entreprise en 2011.

## Histoire
Le domaine web d'Inquisitr est enregistré en Islande le 6 août 2007. Il est fondé par l'ancien journaliste de TechCrunch, Duncan Riley. Inquisitr est mis en vente en 2011,, et acheté par Danel Treisman via Flippa (en)[réf. nécessaire].